# Vivienne Medrano
Vivienne Maree Medrano (Frederick, 28 de outubro de 1992), também conhecida por seu pseudônimo online VivziePop, é uma animadora, ilustradora, criadora de quadrinhos e dubladora americana. Ela é mais conhecida como a criadora das séries animadas para adultos Hazbin Hotel e Helluva Boss.

## Carreira

### Início
Antes de ingressar no YouTube, Medrano foi assistente em um filme de comédia de terror de Zach Bellissimo intitulado Blanderstein, em 2011.
Medrano lançou seu canal no YouTube sob o pseudónimo "VivziePop" em 2012, construindo um público online dedicado. Em 2013, ela iniciou um webcomic intitulado ZooPhobia, que ficou no ar até 2016, terminando para que ela pudesse encontrar mais tempo para desenvolver o Hazbin Hotel. Medrano dirigiu seu primeiro curta-metragem de animação, intitulado "Son of 666" em 2013. Medrano lançou seu filme de tese de quarto ano intitulado "Timber" em 2014, pelo qual ela ganhou o prêmio Dusty em "Outstanding Achievement in Character Animation". Medrano batizou o filme com o nome da música de Pitbull e Kesha, e sua trilha também tinha homenagens à música. Em outubro de 2014, ela lançou um videoclipe animado para a música "Die Young" de Kesha, que acumulou mais de 50 milhões de visualizações até outubro de 2019. Como resultado, ela se tornou "relativamente conhecida" online por sua animação e arte, algumas das quais ela compartilhou em seu canal.
Medrano se formou em Belas Artes e se formou na Escola de Artes Visuais em agosto de 2014. Ela trabalhou como animadora freelancer por dois anos. Ela continuou a trabalhar em seu webcomic ZooPhobia até 2016, quando o encerrou para focar sua atenção no Hazbin Hotel. O Hazbin Hotel receberia financiamento coletivo por meio do Patreon, permitindo que ela contratasse uma pequena equipe e colaborasse com especialistas para que o programa tivesse um "alto valor de produção". Também permitiu que ela criasse mercadorias para a série, gerando mais fundos.

### SpindleHorse Toons
Medrano fundou o estúdio de animação SpindleHorse Toons, sob o qual seriam lançados o piloto de Hazbin Hotel, o piloto e primeira temporada de Helluva Boss, e vários curtas de animação. Medrano atua como diretora, escritora e designer de personagens para SpindleHorse Toons. Medrano lançou o primeiro trailer de Hazbin Hotel em abril de 2018.
Em fevereiro de 2019, seu canal acumulou mais de 1,2 milhão de inscritos. Em abril de 2019, foi relatado que o total de visualizações em seu canal havia atingido mais de 163 milhões. Em entrevista ao Cartoon Brew, ela disse que grande parte do piloto do Hazbin Hotel foi financiado com dinheiro de seu Patreon, em vez da receita do algoritmo do YouTube.  A empresa Horseless Cowboy auxiliou Medrano no elenco de voz durante a primeira temporada de Helluva Boss, com Richard Steven Horvitz atuando como diretor de voz. Lucas Bermudez, do Screen Rant, atribuiu o sucesso do Hazbin Hotel como a única razão para Helluva Boss receber uma boa audiência.
Em outubro de 2019, o episódio piloto de Hazbin Hotel foi lançado no canal de Medrano no YouTube. Dois dias após o lançamento do piloto, ele obteve mais de 2 milhões de visualizações. Em novembro de 2019, o piloto de Helluva Boss também foi lançado em seu canal no YouTube. Medrano afirmou que, enquanto os dois shows compartilham um cenário, Hazbin Hotel é sobre "redenção e consequências de ações passadas", enquanto Helluva Boss segue "personagens e sociedades que já existem no Inferno" com foco principal nas relações entre os personagens.
Em julho de 2020, Medrano lançou um videoclipe animado para o Hazbin Hotel chamado "Addict", apresentando a música de Silva Hound de mesmo nome.
Em agosto de 2020, o Hazbin Hotel foi escolhido para uma série completa pela A24. Naquela época, o Cartoon Brew relatou que o piloto da série havia sido visto mais de 41 milhões de vezes e que seu canal acumulou mais de 3,6 milhões de assinantes, observando que ela "desenvolveu e produziu seu" piloto original sem qualquer envolvimento de estúdio ". A Animation Magazine disse que a A24 estava dando um "passo ousado" ao escolher a série.
Em 30 de setembro de 2020, Medrano lançou um curta-metragem de animação intitulado "Bad Luck Jack", baseado em seu webcomic ZooPhobia. O curta foi indicado e ganhou o prêmio Ursa Major na categoria "Melhor Curta Dramática". O curta também foi listado como "Trabalho curto dramático antropomórfico recomendado" no site do Ursa Major Award.
Em outubro de 2020, começou o primeiro episódio da primeira temporada de Helluva Boss, quase um ano após o lançamento original de seu piloto. Oito episódios foram encomendados, todos os quais seriam lançados gratuitamente em seu canal no YouTube. A Animation Magazine informou que os pilotos de Hazbin Hotel e Helluva Boss foram, coletivamente, vistos mais de 65 milhões de vezes até 7 de outubro
Em fevereiro de 2021, Medrano disse ao Insider que Helluva Boss permanece independente do Hazbin Hotel, dizendo que pretendia mantê-lo assim "enquanto o público quiser continuar vendo", acrescentando que eles têm "um plano para onde a história vai e termina", observando que ter um final parece "surreal".
Em setembro de 2021, Medrano falou em um palco virtual no Animation Exposé do Festival Internacional de Animação de Ottawa sobre a criação de Hazbin Hotel e Helluva Boss . Ela foi acompanhada por Bryan Dimas, o produtor associado de desenvolvimento da Warner Bros. Animation e co-diretor de um grupo chamado LatinX in Animation.
Em 3 de março de 2022, Medrano disse que muitos dos artistas que trabalharam no piloto do Hazbin Hotel voltariam para a primeira temporada e argumentou que "o espírito indie do piloto continua vivo". Junto com SpindleHorse Toons, Princess Bento Studio, estúdio criado pela Bento Box Entertainment e Princess Pictures, produzirá a série. No final de fevereiro e meados de março, os redesigns de Alastor e Charlie foram lançados na conta oficial do Twitter do Hazbin Hotel. Em 29 de abril de 2022, a conta oficial do Twitter do Hazbin Hotel divulgou uma imagem do novo design de Angel Dust. Em 31 de maio de 2022, a conta oficial do Twitter postou uma imagem do redesenho de Vaggie, chamando-a de "protetora do hotel". Outras prévias da série foram lançadas, principalmente por Medrano, em dezembro de 2022, janeiro de 2023, e março de 2023.

### Outros Trabalhos
Em fevereiro de 2017, ela compartilhou uma ilustração de um Lego Joker, que Inverse chamou de "grotesco, mas adorável", dizendo que captura a "complicada relação de amor e ódio entre o Príncipe Palhaço do Crime e o Cavaleiro das Trevas". De 2017 a 2019, ela trabalhou como animadora na série DreamWorksTV de Nico Colaleo, Too Loud. Ela chamou sua experiência na série de "uma delícia". Ela também trabalhou como designer de personagens na série.
Em 2019, Medrano foi entrevistado para o documentário intitulado "Hand-Drawn: 2D Animation Documentary". Em março de 2021, foi noticiado que ela era sócia da Redefine Entertainment, empresa de gestão formada por Jairo Alvarado, Tony Gil, e Max Goldfarb .
Em maio de 2022, LatinX in Animation anunciou que Medrano realizaria um "cafecito" em 3 de junho de 2022 durante o Animation Day no 21º Los Angeles Latino International Film Festival.
Em fevereiro de 2023, Medrano apareceu na Level Up Expo, também conhecida como LVL UP EXPO, uma convenção de jogos.

## Vida Pessoal
Medrano nasceu em Frederick, Maryland. Ela se interessou por animação ao assistir ao filme Bambi. Ela começou a usar programas de arte como o MS Paint na terceira série. Sua arte inicial foi fortemente influenciada por Invader Zim. Medrano mudou-se para a cidade de Nova York e começou a frequentar a Escola de Artes Visuais em setembro de 2010 e se formou em 2014. Medrano é bissexual. Ela cresceu como presbiteriana e diz que se lembra de ir à igreja e questionar muitas histórias da Bíblia – Adão, Eva e Lúcifer, em particular. 
Em uma entrevista de janeiro de 2024 após o lançamento de Hazbin Hotel no Amazon Prime Video, ela se descreveu como uma "mulher queer na internet que tornou algo popular" e se relacionou com seu personagem Charlie Morningstar, dizendo que ela e Charlie estão em uma "posição de travar batalhas difíceis para apenas fazer com que nossos sonhos existam".  Anteriormente, Medrano havia se descrito, nas redes sociais, como uma "latina 'ardente' orgulhosa", e disse que Vaggie era o personagem com quem ela mais se relacionava, dizendo que Vaggie e Charlie "parecem lados dela mesma". 

## Filmografia

### Filmes
| Título                     | Ano  | Creditada como | Creditada como | Creditada como | Creditada como | Creditada como | Notas                  |
| Título                     | Ano  | Diretora       | Escritora      | Produtora      | Animadora/Arte | Outros         | Notas                  |
| -------------------------- | ---- | -------------- | -------------- | -------------- | -------------- | -------------- | ---------------------- |
| Blenderstein!              | 2011 | Não            | Não            | Não            | Não            | Sim            | Assistente             |
| The Son of 666             | 2013 | Sim            | Sim            | Não            | Não            | Não            | Criadora               |
| Timber                     | 2014 | Sim            | Não            | Não            | Não            | Não            | Criadora               |
| Hand-Drawn: 2D Documentary | 2019 | Não            | Não            | Não            | Não            | Sim            | Ela mesma              |
| That's Entertainment       | 2019 | Sim            | Sim            | Sim            | Sim            | Sim            | Piloto de Hazbin Hotel |
| Bad Luck Jack              | 2020 | Sim            | Sim            | Não            | Sim            | Não            | Curta de ZooPhobia     |

### Televisão
| Título       | Ano           | Creditada como | Creditada como | Creditada como | Creditada como | Creditada como | Notas    |
| Título       | Ano           | Diretora       | Escritora      | Produtora      | Animadora/Arte | Outros         | Notas    |
| ------------ | ------------- | -------------- | -------------- | -------------- | -------------- | -------------- | -------- |
| Hazbin Hotel | 2024–presente | Sim            | Sim            | Sim            | Não            | Não            | Criadora |

### Web Séries
| Título         | Ano           | Creditada como | Creditada como      | Creditada como | Creditada como | Papel              | Notas                               |
| Título         | Ano           | Escritora      | Produtora executiva | Diretora       | Animadora/Arte | Papel              | Notas                               |
| -------------- | ------------- | -------------- | ------------------- | -------------- | -------------- | ------------------ | ----------------------------------- |
| Too Loud       | 2017–2019     | Não            | Não                 | Não            | Sim            | Sarah              | Animadora e designer de personagens |
| Helluva Boss   | 2019–presente | Sim            | Sim                 | Sim            | Sim            | Vários personagens | Criadora                            |
| Ollie & Scoops | 2019–presente | Não            | Não                 | Não            | Não            | Poopsie St. Pierre | [ 86 ]                              |
| Eddsworld      | 2021          | Não            | Não                 | Não            | Não            | Face Painter       | Episódio: "The Beaster Bunny"       |